# Psi Andromedae
Psi Andromedae (Psi And, ψ Andromedae, ψ And), som är stjärnans Bayerbeteckning, är en trippelstjärna belägen i västra delen av stjärnbilden Andromeda. Den har en kombinerad skenbar magnitud på 4,95. Baserat på parallaxmätningar befinner den sig på ett avstånd av ca 1 000 ljusår (310 parsek) från solen med en felmarginal på 13 %.

## Egenskaper
Den primära komponenten är en stjärna av spektralklass G5 Ib, som överensstämmer med spektrumet för en utvecklad gulvit jättestjärna. Det bildar ett par med en stjärna av spektraltyp B9 med okänd luminositetsklass och separerad med 0,28 bågsekunder. En tredje följeslagare har en separation på 0,14 bågsekunder. Detaljer om komponenternas rotation är fortfarande (2017) osäkra.